# Thiên văn học tia X

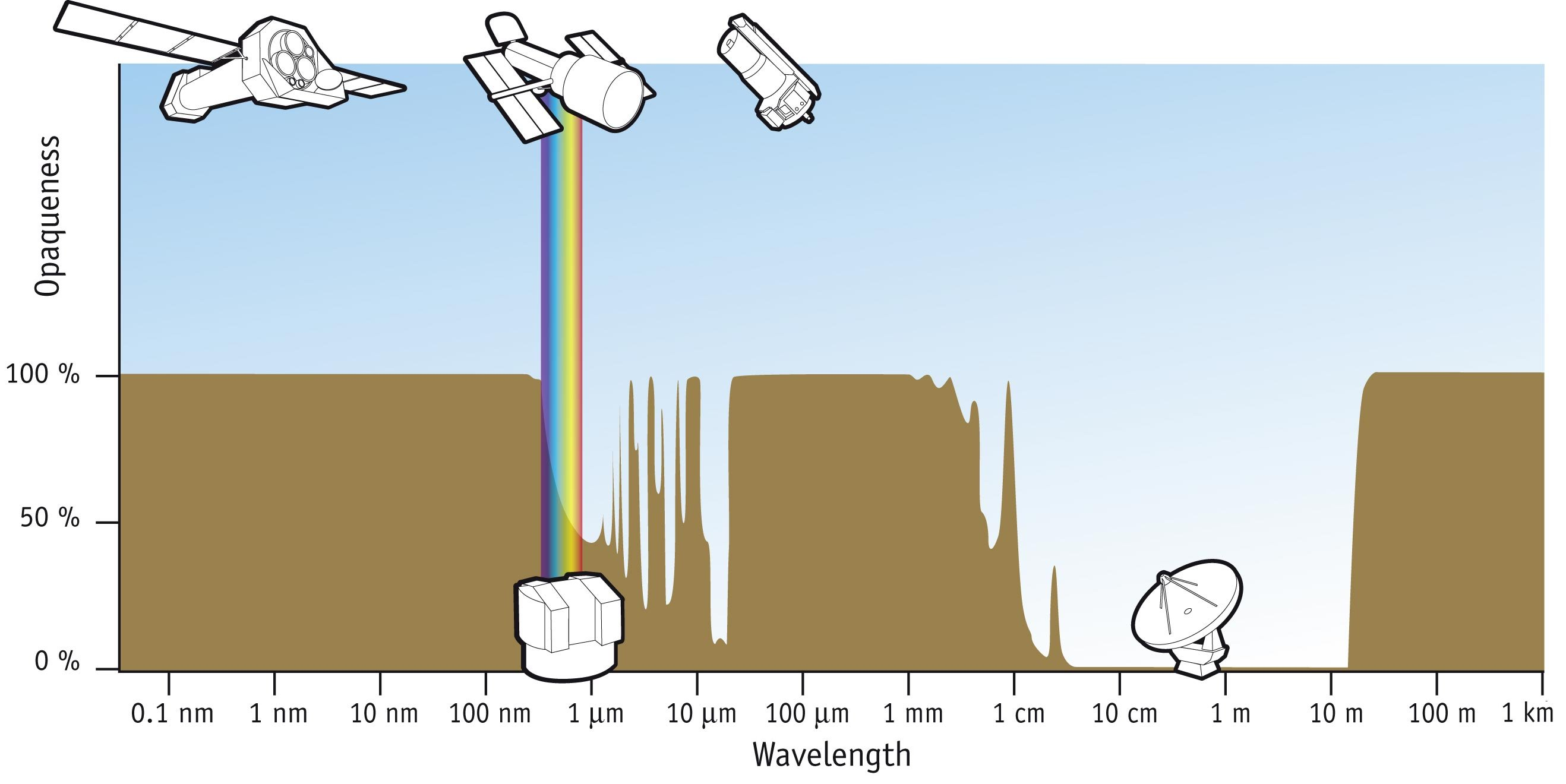
X-quang bắt đầu từ ~0.008 nm đến ~8 nm trên điện quang phổ, và không thấu quang qua khí quyển trái Đất.

Thiên văn học tia X là một ngành nghiên cứu qua phương pháp quan sát của thiên văn học bằng sự phát hiện tia X từ các đối tượng thiên văn. tia X được hấp thụ bởi khí quyển trái Đất, vì vậy dụng cụ phát hiện X-quang phải được đưa lên cao bằng bóng bay chuyên dụng, tên lửa đo đạc, hoặc vệ tinh. 
Xạ tia X được dự đoán sẽ phát ra từ những vật thiên văn chứa khí ga cực nóng đến khoảng từ một triệu kelvin (K) đến hàng trăm triệu kelvin (MK). Mặc dù X-quang đã được biết rằng nó phóng xạ ra từ mặt Trời từ những năm 1940, người ta vẫn bất ngờ trước sự phát hiện của một nguồn phóng tia X trong năm 1962. Nguồn này được gọi là Scorpius X-1 (Sco X-1), đặt theo tên chòm sao Scorpius, nơi người ta nhìn thấy chúng. Sự phát xạ tia X từ Scorpius X-1 cao gấp 10 000 lần so với sự phát xạ trong phổ nhìn thấy được, so với Mặt Trời thì nhiều hơn đến 1 triệu lần. Hơn nữa, năng lượng mà phóng xạ tia X chứa còn cao hơn đến 100 000 lần so với tổng số năng lượng trong tất cả bước sóng đến từ phát xạ của mặt Trời.
Dựa trên những khám phá mới này, Ông Riccardo Giacconi nhận Giải Nobel vật Lý vào năm 2002. Hiện nay người ta đã biết được nguồn phóng xạ này được đến từ những sao đặc, chẳng hạn như sao neutron hoặc hố đen. Vật thể rơi vào một hố đen có thể phát ra tia X, nhưng chính những lỗ đen thì không. Nguồn năng lượng cho sự phóng xạ tia X chính là lực hấp dẫn qua qúa trình làm nóng
Giờ đây, hàng ngàn nguồn tia X đã được định vị. Ngoài ra, không gian giữa các thiên hà trong dải ngân hà chứa đầy khí gas rất nóng và rất loãng ở nhiệt độ giữa 10 và 100 megakelvins (MK). Tổng lượng khí nóng là năm cho đến mười lần tổng khối lượng của cả thiên hà mà có thể thấy bằng mắt thường.